# Bipassalozetes bidactylus
Bipassalozetes bidactylus är en kvalsterart som först beskrevs av Coggi 1900.  Bipassalozetes bidactylus ingår i släktet Bipassalozetes och familjen Passalozetidae. Inga underarter finns listade.